# 比倫附近呂蒂

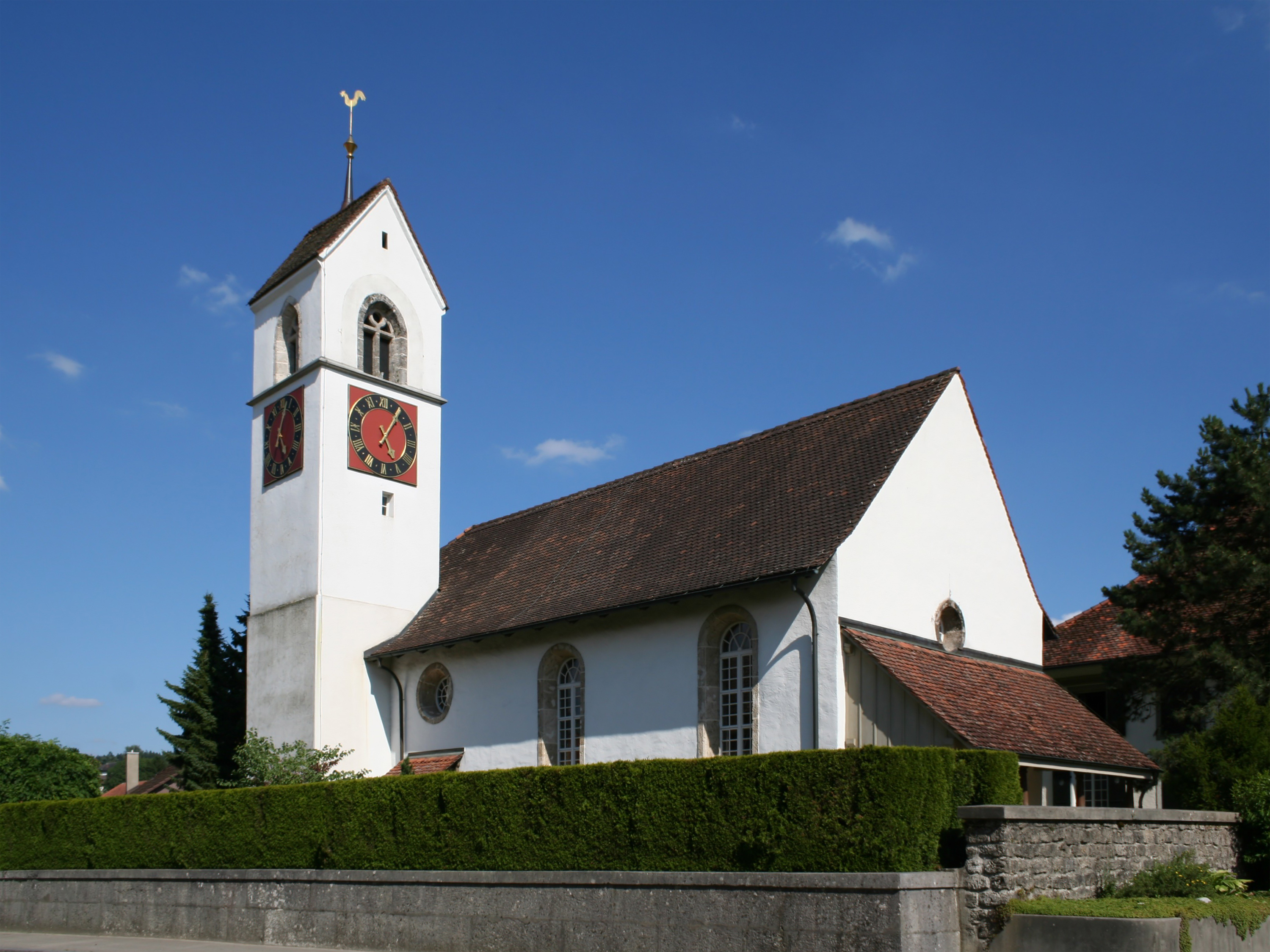

比倫附近呂蒂是瑞士的城鎮，位於該國中西部，由伯恩州負責管轄，面積6.51平方公里，海拔高度437米，2011年人口809，八成人口信奉基督教，人口密度每平方公里124人。

## 外部連結
- Official site for the church parish Rüti bei Büren （页面存档备份，存于）
- Vereinigung für Heimatpflege Büren （页面存档备份，存于） Distributor of numerous publications about Rüti bei Büren and the Büren district （德文）
- Community webpage （页面存档备份，存于） （德文）